# João Gobern
João Gobern Sotto-Mayor (5 de Agosto de 1960), é um jornalista, crítico de música e comentador desportivo português.

## Biografia
Filho de Appio Sotto-Mayor (3 de Fevereiro de 1937) e de Maria Violante Gobern y Rodrigues (19 de Janeiro de 1928 - 8 de Novembro de 1995), de ascendência Espanhola.
Iniciou a sua carreira no jornal A Capital e na revista Música & Som.
Trabalhou no jornal Se7e (de 1983 a 1987), foi editor de informação e realizador no Correio da Manhã Rádio e editor da revista Bravo (1987-1989). Em 1989, tornou-se editor de cultura e espectáculos do jornal A Capital. No ano seguinte desempenhou funções de editor-adjunto do Caderno 3 do semanário O Independente'.
Em 1991 regressou ao jornal Se7e, onde foi director entre 1991 e 1994, sendo de seguida substituído por Manuel Falcão. De 1995 a 1999, foi coordenador e editor das áreas de Sociedade e Cultura e editor especial da revista Visão. Em 1999 fez parte da equipa fundadora da revista Focus, de que foi director-adjunto, e em 2001 tornou-se director da revista TV Guia.
Em 2004 dirige a revista Sábado. Colabora também na revista Máxima e nos jornais Record e Correio da Manhã do mesmo grupo editorial.
Foi autor, realizador e apresentador de vários programas de rádio, tais como Se7e por Sete (na Rádio Comercial), Figuras de Estilo (na RFM), Perdas e Danos (na TSF) e um programa de música brasileira na Rádio Nostalgia. Colaborou, igualmente, em programas da RTP como Vivámúsica e o Teledependentes.
Em 2006 foi lançado um livro de crónicas gastronómicas, "Boca Doce", publicadas originalmente no suplemento DNA do Diário de Notícias.
Desde 2008 mantém na Antena 1 a crónica "Pano Para Mangas", de segunda a sexta-feira, às 07H45, e realiza com Pedro Rolo Duarte o programa semanal Hotel Babilónia. Colabora também com a RTP Informação.
A sua independência jornalística foi posta em causa pela forma como expressou o seu clubismo (Benfica) num programa da RTP exibido a 31 de Março de 2012, gerando controvérsia nas redes sociais e na blogosfera, algo que levou a que saisse do programa. Todavia, meses depois, foi convidado a substituir Júlio Machado Vaz no programa Trio d'Ataque, convite que aceitou, passando a fazer parte do painel de comentadores residentes deste programa.
Casou primeira vez com Cristina Ferreira de Almeida (1964), da qual foi primeiro marido, sem geração, e casou segunda vez com Maria de Fatima Penha e Sousa de Matos de Vasconcelos.